# Harry Ward Leonard
Harry Ward Leonard (* 8. Februar 1861 in Cincinnati, Ohio; † 18. Februar 1915 in New York) war ein US-amerikanischer Elektroingenieur und Erfinder. Seine 30-jährige Karriere spannte sich vom späten 19. bis in das frühe 20. Jahrhundert. Er wurde mit seiner Erfindung, dem Ward-Leonard-Umformer, weltweit bekannt. Noch heute sind Ausrüstungen, die auf dieser Erfindung basieren, in vielen Industrieanlagen sowie in Aufzugssteuerungen des 21. Jahrhunderts zu finden.

## Frühes Leben, Heirat und Ausbildung
Harry Ward Leonard wurde am 8. Februar 1861 in Cincinnati als Kind der Eltern Ezra George Leonard und Henrietta Dana Ward geboren. Er war das vierte ihrer sechs Kinder und ein Urur-Enkel von Artemas Ward – einem General im Amerikanischen Unabhängigkeitskrieg. Obgleich sein Familienname offenbar „Leonard“ und nicht „Ward-Leonard“ war, nannte er sich anscheinend entweder Harry Ward Leonard oder H. Ward Leonard. 1895 heiratete er Carolyn Good in Genf. Als Student des Massachusetts Institute of Technology (MIT) trug Leonard dazu bei, die Studentenzeitung „The Tech“ zu gründen und wurde Vorsitzender der Redaktion. 1883 diplomierte er am MIT.

## Karriere
Nach seinem Abschluss am MIT wurde Harry Ward Leonard von Thomas Edison mit dem Ziel angestellt, im Zentralkraftwerk die Elektroenergie-Verteilung von Edison einzuführen. Innerhalb von nur vier Jahren wurde er in die Position des Generaldirektors der Western Electric Light Company von Chicago befördert. Im folgenden Jahr gründete er Leonard und Izard, ein Unternehmen, das elektrische Eisenbahnen und Ausstattungen für Elektrizitätswerke herstellte. 1889 wurde sein Unternehmen von Edison erworben und Leonard wurde der Generalbevollmächtigte der Edison-Betriebe in den Vereinigten Staaten und in Kanada. 1896 organisierte Leonard in Hoboken die Ward Leonard Electric als eine Tochtergesellschaft Edisons und wurde deren Präsident. Am 19. Februar 1898 verließ Harry Ward Leonard die Gesellschaft Edisons, um seine eigene Handelsgesellschaft – die Ward Leonard Electric Company – in Bronxville in Westchester County eintragen zu lassen.
Während der Arbeit für Edison ließ sich Harry Ward Leonard eine Reihe von Erfindungen patentieren und während seiner gesamten Karriere fuhr er fort, neue Ideen zu entwickeln. Ihm wurden Patente für mehr als 100 Erfindungen der Elektroenergieversorgung und von Steuerungssystemen der damit in Verbindung stehenden Komponenten erteilt.

## Der Ward-Leonard-Umformer
Der Ward-Leonard-Umformer – oder auch kurz Leonardsatz – war Harry Ward Leonards bekannteste und dauerhafteste Erfindung. Sie wurde im Jahre 1891 zum Patent angemeldet und war bald die am häufigsten eingesetzte Art der elektrischen Motordrehzahlsteuerung. In einem Ward-Leonard-Umformer treibt ein Primärantrieb einen Gleichstrom-Generator mit konstanter Geschwindigkeit an. Die Regelung der Drehzahl eines angeschlossenen Gleichstrommotors erfolgt über die Veränderung des Erregerstromes am Generator.

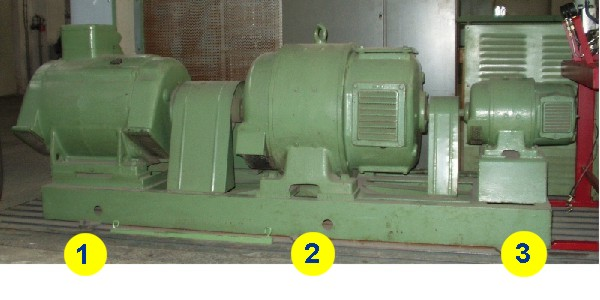
Leonardumformer

Der abgebildete Leonardsatz dient der Versorgung und Steuerung einer Pendelmaschine eines Motorenprüfstandes und besteht aus:
1. Asynchronmotor als Antriebsmaschine
2. Hauptgenerator (fremderregte Gleichstrommaschine)
3. Erregergenerator (Nebenschlussmaschine)

Eine häufige Anwendung waren und sind Aufzugsanlagen. Elektrische Aufzüge benutzten seit den zwanziger bis in die 1980er Jahre Leonard-Sätze und viele sind auch zu Beginn des 21. Jahrhunderts noch in Gebrauch.
Diverse Modifikationen des Leonard-Satzes wurden eingeführt, aber sie lehnen sich generell an Harry Ward Leonards System an. Leonard selbst – und viele andere nach ihm – haben sich zusätzliche Steuersysteme patentieren lassen, um die Motordrehzahl zu regeln. Dies ist beispielsweise erforderlich, um für die Veränderung des Durchflusses an Verstellpumpen die Drehzahl automatisch anzupassen oder die Geschwindigkeit von Aufzügen feinfühlig zu regeln. (Vgl. dazu die Steuerung des Schiffshebewerkes Niederfinow.)
Erst die Entwicklung leistungsstarker Frequenzumrichter konnte eine Alternative zu Leonard-Sätzen liefern. Bereits mit Entwicklung der Thyristorsteuerung konnten jedoch zuvor schon die Erregermaschine und der bis dato für die Feldsteuerung erforderliche Stellwiderstand ersetzt werden.

## Tod
Harry Ward Leonard war ein aktives Mitglied des American Institute of Electrical Engineers, publizierte technische Schriften, organisierte verschiedene Treffen und hielt Vorträge. Er starb plötzlich am 18. Februar 1915 in New York  beim jährlichen Abendessen des „American Institute of Electrical Engineers“.